# Club Portugalete
Maillots
Le Club Portugalete est un club de football espagnol basé à Portugalete.

## Historique
| \| Portugalete \| Emplacement de Portugalete, en Espagne. |
| Portugalete                                               |

Le club évolue en Segunda División B (troisième division) à deux reprises, lors de la saison 2005-2006, puis lors de la saison 2015-2016.
Le club atteint les seizièmes de finale de la Copa del Rey en 2008-2009 puis en 2010-2011.

## Palmarès
- Tercera División (D4)
  - Champion : 2005, 2008, 2015, 2019